# Traité de Fontainebleau (1631)
Pour les articles homonymes, voir Traité de Fontainebleau.

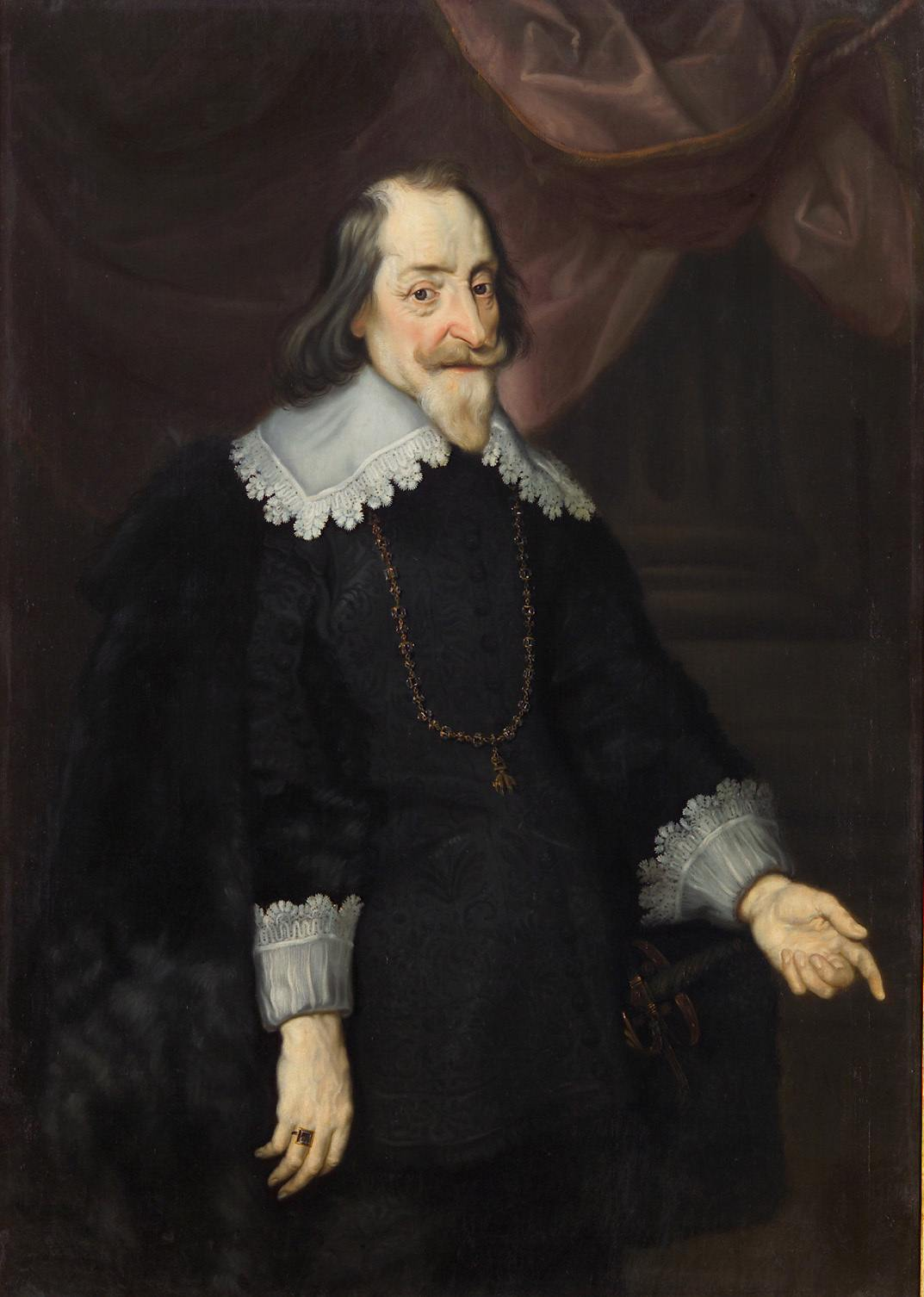
Portrait de Maximilien Ier de Bavière (1573-1651), époux de Marie-Anne d'Autriche (1610-1665).

Le traité de Fontainebleau du 30 mai 1631 est une alliance secrète conclue, lors de la guerre de Trente Ans, entre la France et le prince électeur de Bavière Maximilien Ier. 

## Termes
Ce traité devait ouvrir la voie à un rapprochement entre la Bavière et la France. Le traité fut conclu pour une durée de huit ans et prévoyait un secours militaire mutuel en cas d’agression ; cela signifiait en particulier que la Bavière viendrait en aide à la France en cas d’attaque des Habsbourgs. D’autre part, aux termes de ce traité, la France reconnaissait la dignité électorale du prince de Bavière et sa tutelle sur le Haut-Palatinat. Maximilien, de son côté, s’engageait à n’apporter aucun soutien aux ennemis de la France.

## Conséquences
Lorsque, cette même année, la Suède, sous son roi Gustave Adolphe, qui était également l’alliée de la France, envahit la Bavière, le traité se trouva caduc de fait, attendu que France s’abstint de se porter au secours de la Bavière. La France argua de ce que la Bavière était elle-même à l’origine du conflit et que, dès lors, le traité ne pouvait pas être d’application. Ce fut une méprise du cardinal de Richelieu que d’avoir supposé que le roi Gustave Adolphe de Suède respecterait la neutralité de la Bavière.
L’accord avec la France étant devenue obsolète, Maximilien tenta de se réfugier dans la neutralité – en vain, car toute condition qui pût être acceptable pour la Bavière, et qui fût susceptible de la soustraire à la guerre, fut rejetée par la Suède. Pour cette raison, la Bavière se rallia de nouveau au parti impérial au sein de l’Empire germanique.